# Alejandro Ceballos Casillas
Alejandro Ceballos Casillas  (Sevilla, 27 de julio de 1964), conocido como Alejandro Ceballos, es un entrenador de fútbol español.Actualmente se encuentra entrenando al Ayamonte Club de Fútbol

## Trayectoria
Antes de comenzar su andadura en los banquillos, fue jugador en equipos de Tercera y Segunda División B, Los Palacios , Mairena , Coria , Sevilla FC, San Roque de Lepe o Sanlúcar fue su trayectoria.
Toda una vida vinculado al mundo de fútbol como jugador y que posteriormente dejó paso al de los banquillos con una primera experiencia en el Castilleja CF donde consiguió dos ascensos con el conjunto aljarafeño. De Primera Regional a Preferente y de Preferente a Primera Andaluza. Más tarde, pasó a entrenar al San Roque de Lepe con el que consiguió un primer ascenso de Primera Andaluza a Tercera División y de Tercera a Segunda División B aparte de conseguir la primera Copa RFEF en la historia del conjunto onubense en la temporada 2009/2010 doblegando al Lorca por un contundente 3-0 . 
En 2010, fue condenado por la Real Federación Española de Fútbol (RFEF) a medio año de inhabilitación por dirigir sin carnet al San Roque de Lepe (Huelva), club que tuvo que pagar una multa de 400 euros.
Ya en la temporada 2013/2014 volvió a conseguir otro ascenso con los aurinegros a la Segunda División B ante el Alzira. Su amplia trayectoria en el fútbol andaluz le ha proporcionado un exhaustivo conocimiento del mercado futbolístico. 
En 2015, el entrenador del CD San Roque de Lepe, anuncia que sigue en el banquillo lepero la próxima temporada, poniendo fin así a una etapa en la que en 12 años ha conseguido dos ascensos a Segunda División B.
En 2015, se convierte en director deportivo del Club Deportivo Alcalá, equipo que milita en el Grupo X de Tercera División. Cargo que deja en octubre de 2015, para convertirse en nuevo entrenador del Recreativo de Huelva. El entrenador sevillano, ex del San Roque de Lepe, ocupa el puesto del portugués José Domínguez.
En la temporada 2019/20 regresa al club alixeño.

## Clubes

### Como entrenador
| Club                                       | País   | Año       |
| ------------------------------------------ | ------ | --------- |
| Castilleja CF                              | España | 2001-2003 |
| Club Deportivo San Roque de Lepe           | España | 2003-2015 |
| Club Deportivo Alcalá (director deportivo) | España | 2015      |
| RC Recreativo de Huelva                    | España | 2015-2017 |
| Castilleja CF                              | España | 2017-2018 |
| Coria CF                                   | España | 2018-2019 |
| Castilleja CF                              | España | 2019-2021 |
| Ayamonte CF                                | España | 2021-     |